# Gaston Balmelle
Gaston Balmelle (Villefort, 17 novembre 1817 - Génolhac, décembre 1909) est un avocat et homme politique français.

## Biographie

### Engagement politique
Alors adjoint au maire de Nîmes, Gaston Balmelle exerce les fonctions de maire par intérim pendant plus d'un an, entre le 5 décembre 1867 et le 19 février 1869, après la mutation d'Auguste Fabre ; à cette date, il est officiellement nommé par décret de Napoléon III.
Malgré la relative brièveté de son mandat, il engage de grands projets. Dès janvier 1867, présidant un conseil municipal en l'absence de Fabre, rassemblant des pièces « à l'étroit » dans la maison Carrée, il installe le nouveau musée archéologique de Nîmes au rez-de-chaussée de l'hospice d'humanité, où il restera jusqu'à son déplacement dans l'ancien collège des Jésuites en 1896. Poursuivant la restructuration et la modernisation de la ville engagée par ses prédécesseurs, il fait prolonger une trentaine de rues. Il dégage les accès, notamment en remaniant le chemin d'Aigues-Mortes et créant une jonction de Lunel à Arles. En 1870, il agrandit la gare. Il fait construire l'aqueduc alimentant les squares Saint-Augustin et Saint-Antoine.
Il octroie nombre de bourses aux étudiants nîmois des grandes écoles, et de subventions aux divers centres de réfugiés et asiles de la ville. Il finance la création de puits et la recherche de sources pour l'adduction d'eau de la ville. Pour couvrir les salaires de médecins et d'agents de police, il taxe les maisons de tolérance.
En 1868, il est à l'initiative de la statue en l'honneur du « poète boulanger », Jean Reboul.
Après la proclamation de la IIIe République, il est démis de ses fonctions par le gouvernement de la Défense nationale, et remplacé par Augustin Demians.
Il est aussi conseiller général du Gard pour le canton de Génolhac de 1863 à 1870, puis de 1871 à 1877.

### Carrière d'avocat
Membre du barreau de Nîmes, il est bâtonnier à trois reprises : 1858-1860, 1878-1879 et 1890-1891.
En 1890, il célèbre ses 50 ans (« noces d'or ») de barre. Raymond Huard le cite comme un exemple de la forte présence des avocats nîmois au sein du milieu politique local.
De 1868 à 1895, il est membre de l'Académie de Nîmes, date à laquelle il donne sa démission.